# Operação Commando Hunt
A Operação Commando Hunt foi uma campanha secreta de interdição aérea da Sétima Força Aérea dos EUA e da Força Tarefa 77 da Marinha dos EUA que ocorreu durante a Guerra do Vietnã. A operação começou em 15 de novembro de 1968 e terminou em 29 de março de 1972. O objetivo da campanha era impedir o trânsito de pessoal e suprimentos do Exército Popular do Vietnã (PAVN) no corredor logístico conhecido como Trilha Ho Chi Minh (a Estrada Truong Son para o Vietnã do Norte) que ia do sudoeste do Vietnã do Norte através da porção sudeste do Reino do Laos e para o Vietnã do Sul.